# Robert Catesby
Robert Catesby (nacido en o después de 1572-8 de noviembre de 1605) fue un noble inglés, líder del grupo de católicos que planearon la fallida conspiración de la pólvora contra Jacobo I de Inglaterra y VI de Escocia en 1605.
Probablemente nacido en Warwickshire, Catesby se educó en el cercano Oxford. Su familia estaba formada por prominentes católicos recusantes, por lo que presumiblemente abandonó la universidad antes de conseguir el título para evitar confirmar el Juramento de Supremacía de Isabel I. Se casó con una mujer protestante en 1593 y fue padre de dos hijos, uno de los cuales le sobrevivió y fue bautizado como protestante para, después de la muerte de su padre y esposa, convertirse al catolicismo. En 1601 Catesby tomó parte en la rebelión de Essex, pero fue capturado y condenado, tras lo cual vendió sus posesiones en Chastleton.
Cuando Jacobo I se mostró menos tolerante con el catolicismo de lo que sus fieles habrían deseado, Catesby planeó asesinar al rey volando la Casa de los Lores con pólvora, como preludio de una revolución popular que terminaría con la ascensión al trono inglés de un monarca católico. Comenzó a reclutar personas para su causa a comienzos de 1604, entre los que se encontraban Thomas Wintour, John Wright, Thomas Percy y Guy Fawkes. Descrito posteriormente como una persona carismática e influyente, así como un fanático religioso, durante los meses siguientes ayudó a unir a otros ocho católicos a la conspiración, programada para el 5 de noviembre de 1605. Una carta enviada anónimamente a William Parker, IV barón de Monteagle, alertó a las autoridades y, en la madrugada del día previsto, durante una redada en el Parlamento, Fawkes fue encontrado custodiando los barriles de pólvora. La noticia de su arresto provocó que el resto de conspiradores huyesen de Londres, tras avisar a Catesby.
Acompañado de un reducido grupo de seguidores, Catesby se hizo fuerte en Holbeche House, Staffordshire, contra una compañía de doscientos hombres armados. Recibió un disparo, y su cadáver fue encontrado después agarrando una imagen de la Virgen María. Como aviso a otros traidores, su cuerpo fue exhumado y su cabeza cercenada exhibida fuera del Parlamento.

## Infancia y juventud

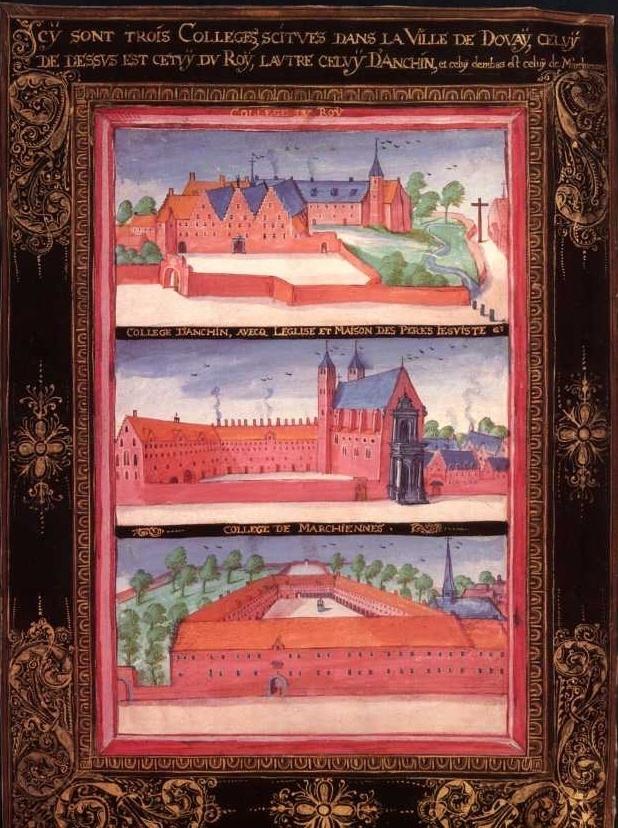
Ilustración de los tres colegios de la Universidad de Douai, entre los que se encontraba un Colegio Inglés para la formación de clero y laicos católicos y donde estudió Catesby.

Robert Catesby, tercer y único hijo que llegó a la edad adulta de William Catesby (1547- †1598) y Anne Throckmorton, nació probablemente en 1572 o inmediatamente después, en la residencia principal de su padre, en Lapworth, Warwickshire. Robert era descendiente directo de William Catesby (1408–1485), el influyente consejero de Ricardo III de Inglaterra, capturado en la batalla de Bosworth y posteriormente ejecutado. Por parte materna era descendiente de Robert Throckmorton de Coughton y su segunda esposa, Elizabeth Hussey, hija de John Hussey, primer barón Hussey de Sleaford. Los padres de Throckmorton eran prominentes católicos, llegando Catesby a sufrir años de prisión por sus creencias y a ser juzgado en la Cámara estrellada junto a William Vaux, tercer barón Vaux de Harrowden y su cuñado Thomas Tresham, bajo los cargos de haber protegido y hospedado al jesuita Edmund Campion. El patriarca de los Throckmorton, Thomas Throckmorton, también fue un conocido recusante que pasó años en prisión. Otro familiar cercano, Francis Throckmorton, había sido ejecutado en 1584 por su implicación en la conspiración para liberar a María I Estuardo.
En 1586 Robert fue enviado al Gloucester Hall de la Universidad de Oxford, un centro conocido por su inspiración católica. Todos los que quisieran estudiar en la universidad o acceder a un cargo público debían prestar el Juramento de Supremacía, un acto contrario a la fe católica de Catesby. Probablemente para evitar esta obligación, abandonó sus estudios antes de graduarse y es posible que acudiera al Colegio Inglés de la Universidad de Douai, en Reims, Francia, un centro de estudios fundado por el cardenal William Allen para la formación del clero inglés católico y de hijos de prominentes familias recusantes. Allí, Catesby recibió una intensa educación en teología escolástica, lenguas clásicas e historia de la Iglesia. Uno de los libros de texto usados en el colegio, escrito por el jesuita Martín de Azpilcueta, trataba sobre la casuística y empleaba la teología moral católica para explicar acciones que, normalmente prohibidas, podían ser aceptadas en circunstancias excepcionales. Esta doctrina pudo influir en la posterior justificación moral del complot de la pólvora.

## Vida adulta

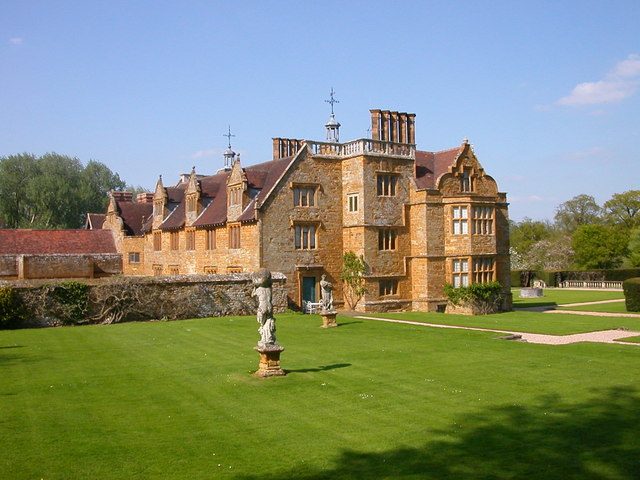
Mansión en Ashby Saint Ledgers donde, según la tradición, se planeó la conspiración de la pólvora.

En 1593 Robert contrajo matrimonio con Catherine Leigh, hija de Thomas Leigh de Stoneleigh en Warwickshire. Catherine provenía de una rica familia protestante y aportó una dote de 2000 libras anuales, además de la oportunidad para Robert de librarse de algunas de las leyes vigentes contra la recusación. Debido al fallecimiento de su abuela al año siguiente heredó una propiedad en Chastleton, Oxfordshire. El primer hijo de la pareja, William, murió en la infancia, pero el segundo, Robert, sobrevivió y fue bautizado en la iglesia protestante de Chastleton el 11 de noviembre de 1595.
Pese a que las relaciones de su esposa y el ser un miembro rico, influyente y popular de la nobleza lo protegió de la recusación, en 1596 fue detenido por sus conocidas simpatías católicas como medida de precaución durante una enfermedad de la reina Isabel, y retenido en la Torre junto con los hermanos John, Christopher y Francis Tresham, siendo liberado tras la recuperación de la reina.
Cuando murió el padre de Catesby en 1598, sus propiedades en Ashby Saint Ledgers fueron heredadas por su esposa, mientras que Catesby y su familia permanecieron en Chastleton. Robert continuó siendo un «papista de Iglesia», apelativo dado a aquellos que públicamente aceptaban las leyes protestantes pero secretamente mantenían sus creencias católicas, pero el dolor por la muerte de Catherine, ese mismo año, parece haberle hecho volver a una forma más fanática del catolicismo.
En febrero de 1601 Catesby participó en la llamada Rebelión de Essex. El propósito del II conde de Essex parece haber sido guiado más por su propio interés que por el de la Iglesia Católica, pero Catesby esperaba que, si tenía éxito, volvería a reinar un monarca católico. La rebelión fue un fracaso y sitiado en Essex House Catesby fue herido y capturado, exigiéndose para su liberación un rescate de 4000 marcos ingleses, equivalente a unos seis millones de libras de 2008, que debían pagarse a la reina Isabel I. Thomas Tresham pagó parte del rescate, que fue completado con la venta de las posesiones de Catesby en Chastleton.
Algunos autores especulan sobre las actividades de Catesby cuando empeoró la salud de la reina. Probablemente formara parte del grupo de «principales papistas» encarcelados por el gobierno por peligro de rebelión y en marzo de 1603 podría haber enviado a Christopher Wright a España para pedir al rey Felipe III que continuara apoyando a los católicos ingleses tras la muerte de Isabel I. Catesby apoyó económicamente algunas actividades clandestinas de los jesuitas, a los que visitó ocasionalmente bajo el seudónimo de Mr Roberts.

## Conspiración de la pólvora

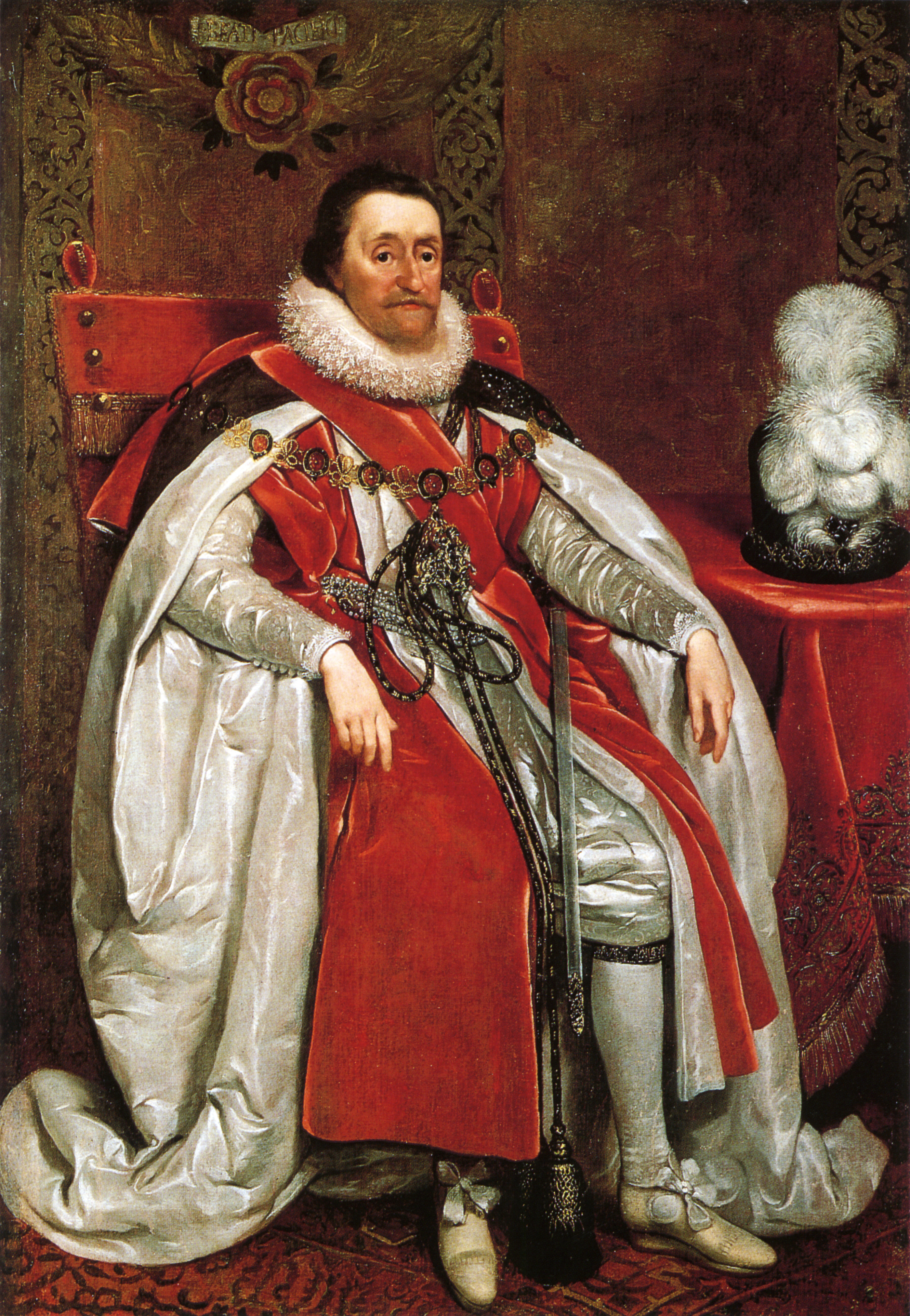
Retrato de Jacobo I por Daniel Mytens, 1621.

### Antecedentes
Los católicos esperaban que los años de persecución que sufrieron durante el reino de Isabel I terminarían con el ascenso al trono en 1603 de Jacobo I de Inglaterra y VI de Escocia. Su madre, María I, ejecutada en 1587 por traición, había sido una devota católica y la actitud de Jacobo, aparentemente moderada, había sido tolerante con el catolicismo. Los gobernantes protestantes de Europa, sin embargo, habían sido objeto de varios intentos de asesinato desde finales del siglo XVI y hasta 1620 numerosos católicos ingleses consideraron legítimo y justificable un regicidio para expulsar del poder a un tirano. Muchos de los escritos políticos de Jacobo se ocupaban de estos asuntos y de «la refutación del argumento [católico] de que "la fe no necesita ser custodiada por herejes"». Poco después de descubrir que el papa había enviado un rosario a su mujer, Jacobo expulsó a todos los jesuitas y al resto de sacerdotes católicos de su reino, reinstaurando las penas por recusación y provocando la indignación de muchos católicos, incluido Catesby.
La escritora e historiadora Antonia Fraser describe la mentalidad de Catesby como «la de un cruzado que no duda en empuñar la espada en favor de causas que considera espirituales». Escrita después de los acontecimientos de 1604 - 1606, la descripción que de Catesby hace su amigo jesuita Oswald Tesimond es más favorable: «su semblante era noble y expresivo en exceso (...) su conversación y maneras peculiarmente atractivas e imponentes, y todo por la dignidad de un carácter que ejercía una irresistible influencia en las mentes de las personas de su entorno». Antes de morir, el también conspirador Ambrose Rookwood afirmó que «le amaba y respetaba [a Catesby] como a su propia vida», mientras que, para el jesuita John Gerard, Catesby era «respetado en todos los ambientes en los que participaran hombres de armas» y que «pocos eran preferidos más que él y así incrementó mucho el número de sus conocidos y amigos». Para el estudioso Mark Nicholls, «la amargura ante el fracaso de Essex parece haber agudizado una ya de por sí considerable neurosis».

### Preparativos

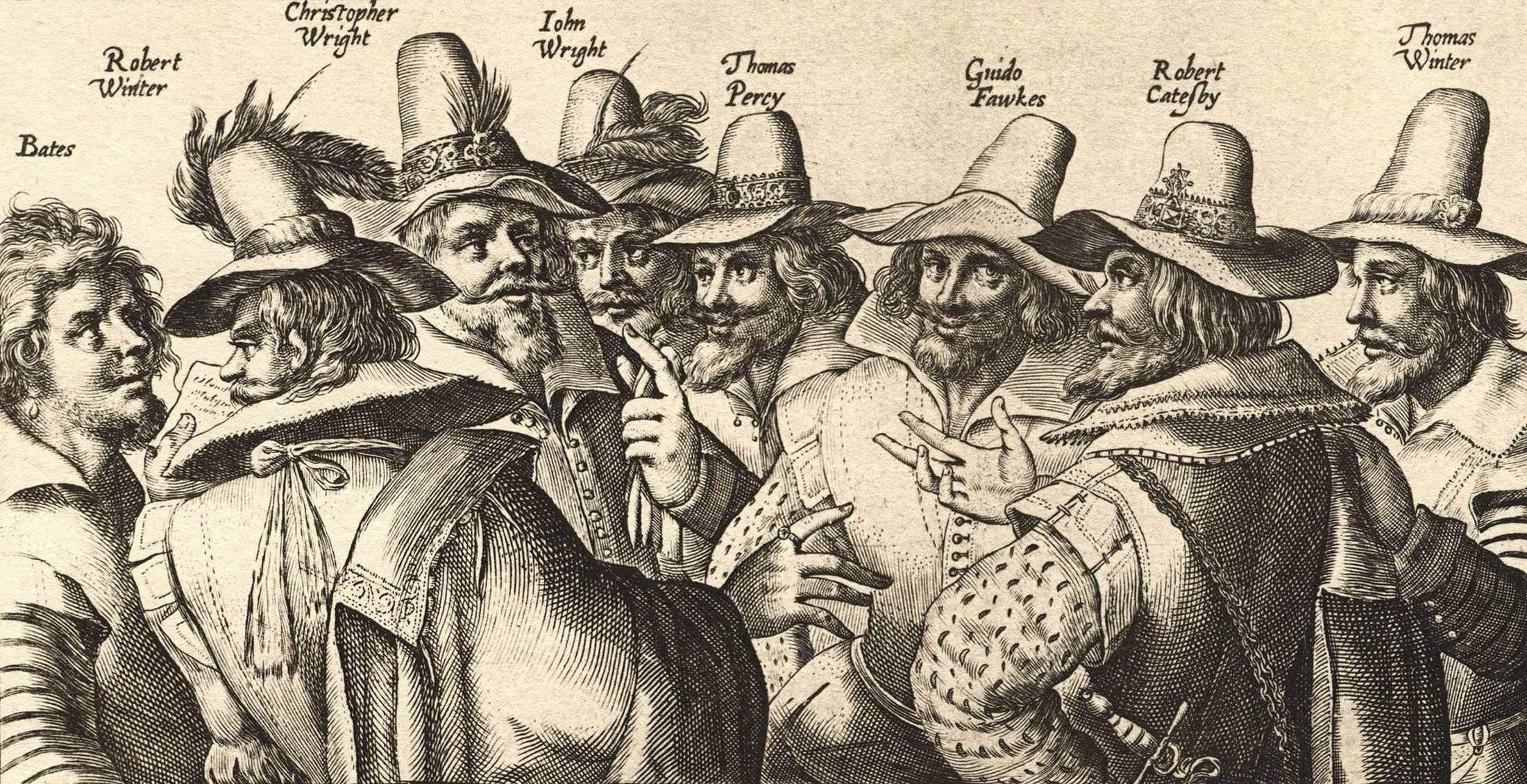
Grabado contemporáneo de ocho de los trece conspiradores, por Crispijn van de Passe. Catesby es el segundo por la derecha.

A pesar de que el conspirador más conocido y recordado es Guy Fawkes, fue Catesby el que diseñó el plan inicial del complot de la pólvora. No se conoce la fecha exacta en la que comenzaron los preparativos, pero parece que las primeras ideas se plantearon a comienzos de 1604. En algún momento alrededor de junio del año anterior Catesby recibió la visita del tataranieto de Henry Percy, cuarto barón de Northumberland, Thomas Percy, de agitada juventud hasta su conversión al catolicismo y que durante los últimos años del reinado de Isabel II había sido enviado por el noveno barón de Northumberland a una misión secreta en la corte de Jacobo en Escocia con el objetivo de pedir el favor del rey para los católicos de Inglaterra. Ante el discurrir de los acontecimientos, consideraba a Jacobo un traidor merecedor de la muerte, a lo que Catesby contestó que estaba ideando un plan mucho más ambicioso. Durante la vigilia de Todos los santos, el 31 de octubre, mandó llamar a su primo Thomas Wintour, que se encontraba en Huddington Court, en Worcestershire, con su hermano Robert. Thomas había sido educado como abogado y había luchado por Inglaterra en los Países Bajos, pero en 1600 se había convertido al catolicismo. Tras la derrota de Essex, viajó a España para recabar apoyos a la causa católica inglesa, una misión fallida que en los interrogatorios posteriores fue considerada parte de la «traición española». Sin embargo, Thomas declinó la oferta de Catesby, que reiteró la invitación en febrero del siguiente año.

#### Búsqueda de apoyo extranjero

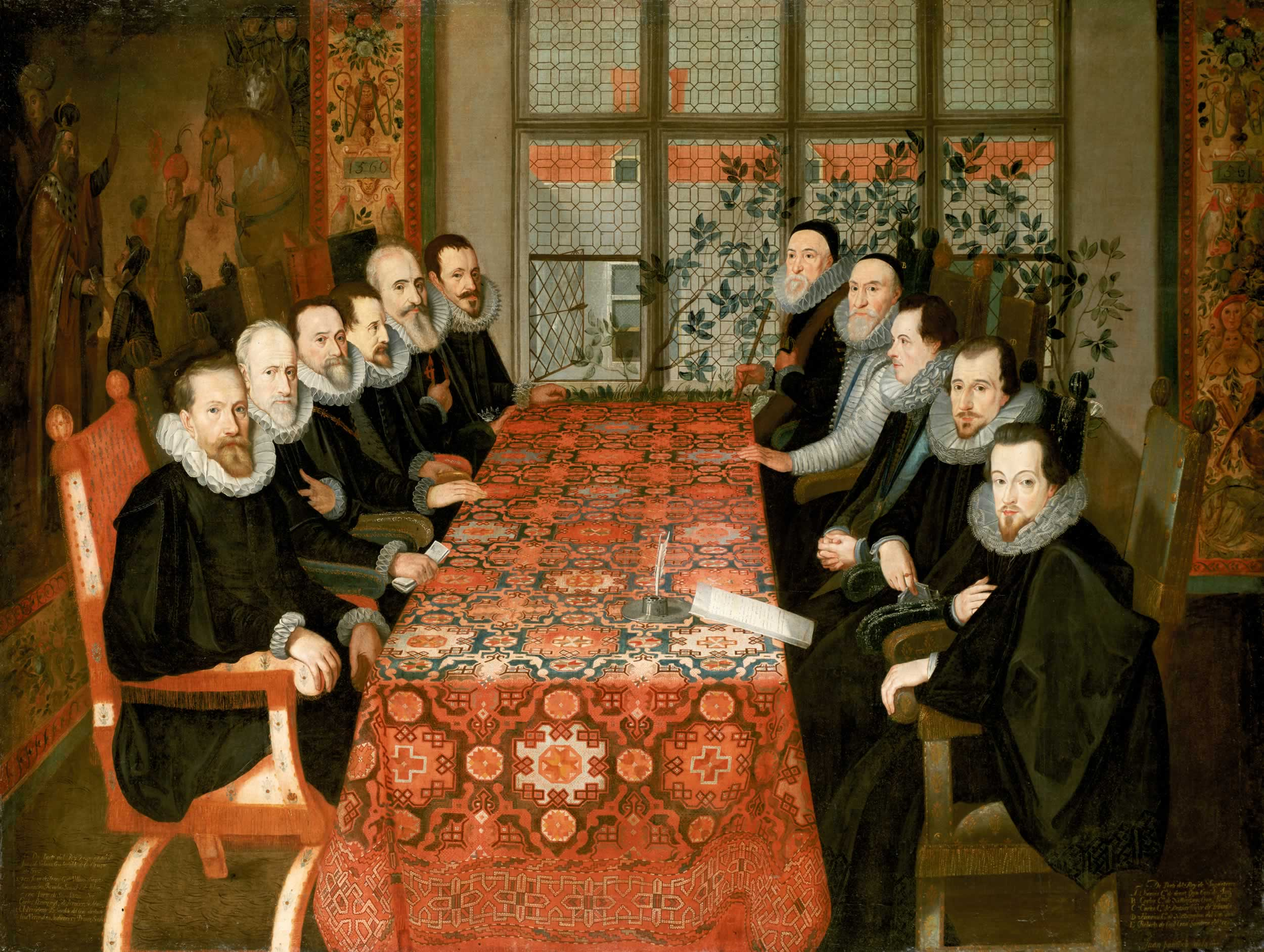
Las delegaciones española e inglesa en la Conferencia de Somerset House, en la que se firmó la paz de 1604. Cuadro atribuido a Juan Pantoja de la Cruz.

Thomas, tras recuperarse de una enfermedad, se unió a su tío, al que ya se había unido el espadachín John Wright. Catesby le puso al tanto de su plan para asesinar al rey y a su gobierno volando «el Parlamento con pólvora (...) ya que en ese sitio nos han infringido todos los daños y quizá Dios lo ha elegido como lugar para su castigo». En un principio Wintour se opuso al plan de su primo, pero Catesby, que afirmaba que «la naturaleza de la enfermedad requiere un tratamiento radical», logró finalmente convencerle. A pesar de que España sólo realizó discretos esfuerzos diplomáticos con Inglaterra en cuestiones de religión, Catesby aún albergaba esperanzas de apoyo extranjero que ayudasen a una solución pacífica. Wintour volvió al continente, donde intentó sin éxito persuadir al Condestable de Castilla, Juan Fernández de Velasco y Tovar, para que presionase en pos de un mejor trato a los católicos en las negociaciones de paz que fructificaron en el Tratado de Londres de 1604.
Posteriormente se dirigió a William Stanley, un veterano militar católico inglés que había desertado a España, y al también exiliado espía galés Hugh Owen, si bien ambos dudaban de que los conspiradores recibieran apoyo español. Owen, a pesar de todo, presentó a Wintour a Guy Fawkes, un hombre al que Catesby consideraba «un caballero de confianza» que podía colaborar con ellos. Fawkes era un devoto católico inglés que había viajado al continente para luchar del lado de España en la Rebelión de los Países Bajos. Wintour le habló de su plan de «hacer algo en Inglaterra si la paz con España no nos ayuda» y en abril de 1604 los dos hombres volvieron a Gran Bretaña. Wintour transmitió a Catesby las nuevas de que, a pesar de la buena acogida por parte de los españoles, se temía que «las peticiones no serían respondidas». En opinión de Nicholls, estas noticias no fueron una sorpresa para Catesby, que ni quería ni esperaba más.

#### Primeros conspiradores

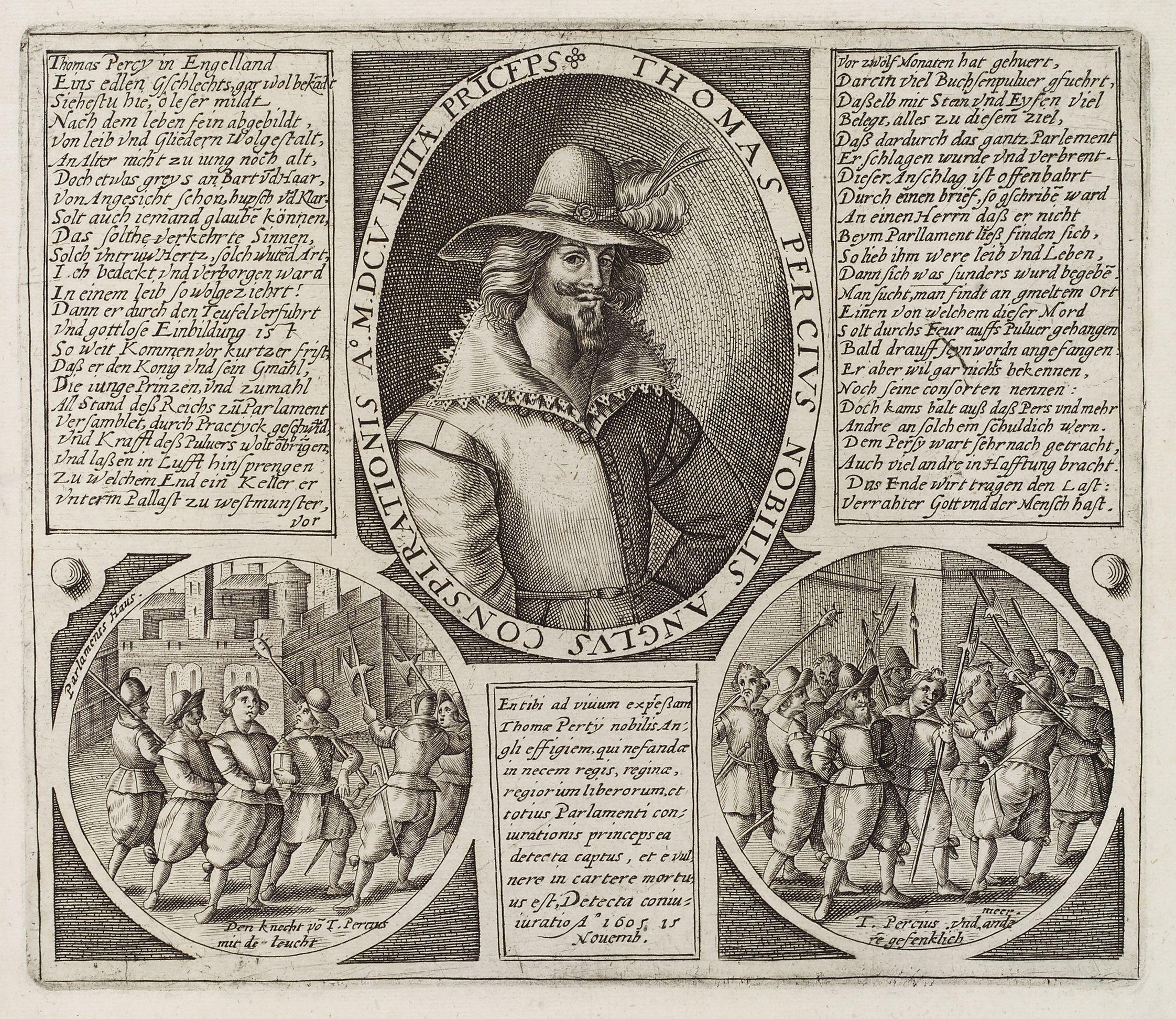
Thomas Percy, retrato y relato de su captura y muerte.

El 20 de mayo, domingo, en el acomodado distrito londinense de Strand, Catesby se encontró con Thomas Wintour, John Wright, Thomas Percy y Guy Fawkes en una taberna llamada «Duck and Drake». Percy se había incorporado al complot semanas después del retorno de Wintour y Fawkes a Inglaterra. A solas en una habitación privada, todos hicieron un juramento de secreto sobre un libro de oraciones, para después celebrar la Eucaristía en otra habitación, presidida por el jesuita y amigo de Catesby John Gerard. Robert Keyes fue admitido en el grupo en octubre de 1604 y encargado de vigilar la casa de Catesby en Lambeth, donde se iban a almacenar la pólvora y otros suministros. Dos meses después, Catesby reclutó a su sirviente Thomas Bates después de que accidentalmente se enterase del plan. En marzo de 1605 se incorporaron tres más: el hermano de Thomas Wintour, Robert, John Grant y el hermano de John Wright, Christopher.

### Desarrollo
La sesión de apertura oficial del Parlamento del Reino Unido estaba programada para febrero de 1605, pero, debido a la peste, se retrasó al 31 de octubre. Según un documento gubernamental posterior, los conspiradores comenzaron a excavar el túnel bajo el Parlamento en diciembre de 1604, pero no existen pruebas ni restos de este túnel temprano. Si la historia fuera cierta, el grupo de Catesby habría dejado de excavar cuando fue posible alquilar una cámara subterránea bajo la Cámara de los Lores. Varios meses después, a comienzos de junio de 1605, Catesby se encontró con el superior de la Compañía de Jesús en Inglaterra, Henry Garnet, en la calle Thames de Londres. Durante una conversación acerca de la guerra de Flandes, Catesby le preguntó sobre la moralidad de «asesinar inocentes», a lo que Garnet contestó que dichas acciones podían ser perdonadas pero, según su propio testimonio, durante un segundo encuentro le enseñó una carta del papa en la que se prohibía la rebelión. Al parecer, Catesby contestó «a lo que quiero hacer, si el papa lo supiera, no la obstaculizaría, por el bien general de nuestro país». Las protestas de Garnet hicieron declarar a Catesby que «no estaba obligado por él a conocer la voluntad del papa». Poco después, el también jesuita Oswald Tesimond relató a Garnet cómo había sabido de la conspiración por una confesión de Catesby. Garnet y Catesby se encontraron por tercera vez el 14 de julio en White Webbs, Enfield Chase, el hogar de Anne Vaux, familiar de Catesby y una de las casas que el gobierno sospechaba se usaban como refugio de jesuitas. Sin reconocer que sabía de la naturaleza precisa del complot, Garnet intentó en vano disuadir a Catesby de sus propósitos.

#### Aumento del grupo de conspiradores
Hacia el 20 de julio de 1605, habían sido ya almacenados treinta y seis barriles de pólvora en la cámara subterránea, pero la amenaza de la peste de nuevo retrasó la apertura del Parlamento, esta vez hasta el 5 de noviembre. Catesby había asumido la mayor parte de los gastos del complot hasta ahora y se estaba quedando sin dinero. Según iban avanzando los preparativos, durante una reunión secreta en Bath, celebrada en agosto, en la que también estaban presentes Percy y Thomas Wintour, los conspiradores decidieron que, ya que «la compañía estaba lista, pero eran pocos», Catesby «podía llamar a quien fuera mejor», por lo que se reclutó a Ambrose Rookwood, un católico incondicional, joven y rico, que poseía un establo con buenos caballos en Coldham. Como tanto Rookwood como los caballos tenían que estar cerca de los otros conspiradores, Catesby le pidió que alquilase Clopton House en Stratford-upon-Avon. Francis Tresham, también descendiente de William Catesby, visitante frecuente en White Webbs y primo de Robert Catesby, se unió al grupo el 14 de octubre. Este último, según su testimonio después del fracaso del complot, preguntó a Catesby qué apoyo habría para los católicos cuando el rey fuera asesinado. La respuesta de Catesby, «Las necesidades de los católicos [eran tales que] debe hacerse», demuestra, en opinión de Fraser, su férrea determinación en el plan, mantenida desde su primer encuentro con Thomas Wintour en 1604. El último conspirador en unirse al grupo fue Everard Digby, el 21 de octubre, en Harrowden. Catesby le encontró en una celebración de la fiesta de san Lucas y le pidió que, ya que era rico y poseía un establo, alquilase Coughton Court, cerca de Alcester, para poder secuestrar a la princesa Isabel Estuardo, hija del rey.

#### Últimos preparativos
El día después al reclutamiento de Tresham, Catesby intercambió saludos con el antiguo patrón londinense de Fawkes, Lord Montague, y le preguntó si «el Parlamento, como parece, es el que ahora reclama la presencia aquí de su señoría». Montague le contestó que estaba visitando a un familiar y que estaría en el Parlamento en unas pocas semanas. Catesby le comentó que «su excelencia no encontraría placer allí». Montague ya había sufrido prisión por hablar en la Casa de los Lores contra las leyes antipapistas y fue arrestado tras el fracaso del complot, pero después de una intensa campaña de apoyo fue liberado unos meses después.
La incorporación de Rookwood, Tresham y Digby coincidió con una serie de reuniones en varias tabernas de Londres, en la que se perfilaron los últimos detalles del plan. Fawkes encendería la mecha y escaparía en un bote por el Támesis. En los Midlands se desataría una rebelión, durante la cual sería capturada Isabel Estuardo. Fawkes escaparía al continente y explicaría a los gobernantes católicos lo que había ocurrido en Inglaterra.

### La carta de Monteagle

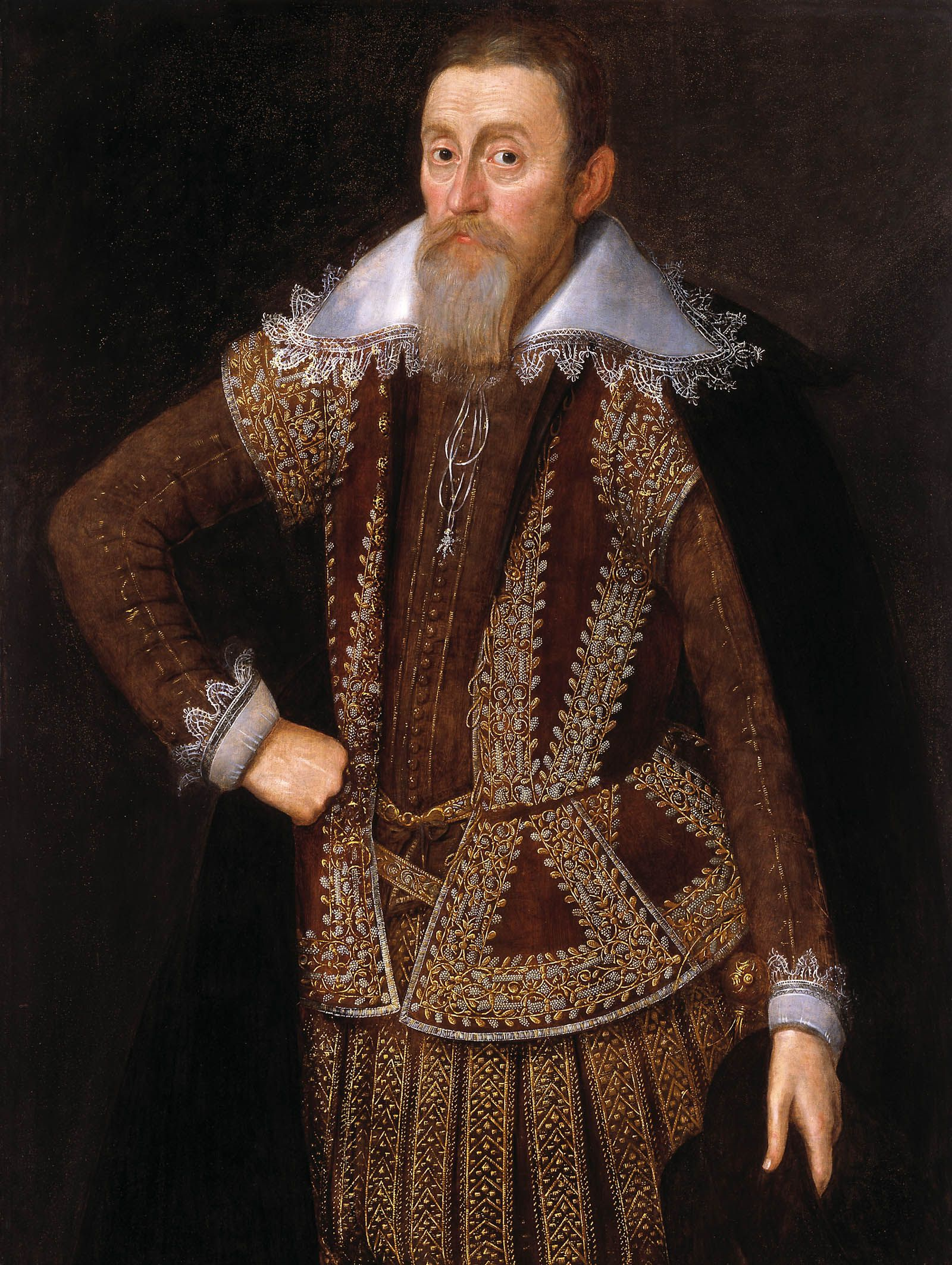
William Parker, barón Monteagle, por John de Critz, c. 1615

Bastantes de los conspiradores expresaron su inquietud sobre la suerte de los católicos que serían víctimas de la explosión. Percy estaba preocupado por su patrón, Northumberland, y cuando el nombre del joven Conde de Arundel salió a colación, Catesby sugirió que una pequeña herida le podría apartar del Parlamento ese día. La sugerencia de Keyes de avisar al Conde de Peterborough fue, sin embargo, rechazada. El 26 de octubre, William Parker, cuarto barón Monteagle y cuñado de Tresham, recibió una carta anónima en su casa de Hoxton, en la que le indicaban que no acudiera al Parlamento y le avisaban de que «recibirían un terrible golpe en el Parlamento y no serían capaces de saber qué les golpeaba». Inseguro de su significado, hizo llegar la carta al Secretario de Estado, Robert Cecil, conde de Salisbury. En un extraordinario acto de bravuconería, Catesby había planeado incluso ir de caza con la partida del rey, pero fue avisado de la traición por un sirviente de Monteagle. Inmediatamente sospechó que Tresham era responsable de la carta, una suposición compartida por Thomas Wintour. Juntos, interrogaron a Tresham y le amenazaron con ahorcarle, pero éste les convenció de que no había escrito la carta, además de urgirles a abandonar el complot.
Catesby esperó el regreso de Percy del norte antes de tomar su decisión. Valoró la carta como demasiado vaga para constituir una amenaza seria al plan y decidió continuar adelante. Mientras Fawkes comprobaba la pólvora, los otros conspiradores tomaron posiciones en los Midlands. Robert Cecil, al tanto de ciertos movimientos contrarios al rey ya antes de recibir la carta, desconocía la naturaleza exacta del complot y quién estaba implicado y decidió esperar al desarrollo de los acontecimientos. El 3 de noviembre, Catesby se encontró con Wintour y Percy en Londres, reunión de la que se desconoce el propósito, pero que Fraser teoriza supuso algunos cambios en el plan de secuestro de la princesa Isabel, ya que los testimonios posteriores sitúan a Percy en los aposentos del Duque de York, informándose de los movimientos de la hija del rey. Nicholls menciona que una semana antes, al mismo tiempo que Monteagle recibía su carta, Catesby estaba en White Webbs con Fawkes, discutiendo el posible secuestro del Príncipe de Gales, Enrique Estuardo, y no de su hermana.

### Fracaso y huida
El 4 de noviembre de 1605, Catesby, John Wright y Bates viajaron a los Midlands, preparados para el levantamiento planeado. Sin embargo, esa noche Fawkes fue descubierto mientras vigilaba la pólvora en la cámara subterránea bajo la Cámara de los Lores. Cuando las noticias de su captura fueron difundidas, el resto de los conspiradores huyeron de Londres. El grupo de Catesby, ignorante de lo que había sucedido en la capital, hizo una parada en Dunstable cuando uno de los caballos perdió una herradura. Cuando Rookwood los alcanzó y anunció el arresto de Fawkes, el grupo, que ahora incluía a Rookwood, Catesby, Bates, los hermanos Wright y Percy, cabalgó hacia Dunchurch. Hacia las seis de esa tarde llegaron a la casa de la familia de Catesby en Ashby Saint Ledgers, donde permanecían su madre y Robert Wintour. Para mantener a su madre ignorante de los acontecimientos, Catesby envió un mensaje pidiendo a Wintour que se uniese a ellos en el límite de la población. La partida continuó su huida hasta Dunchurch, donde se encontraron con Digby y su grupo, a los que falsamente informaron de que el rey y el conde de Salisbury estaban muertos y que era necesario continuar con el plan.

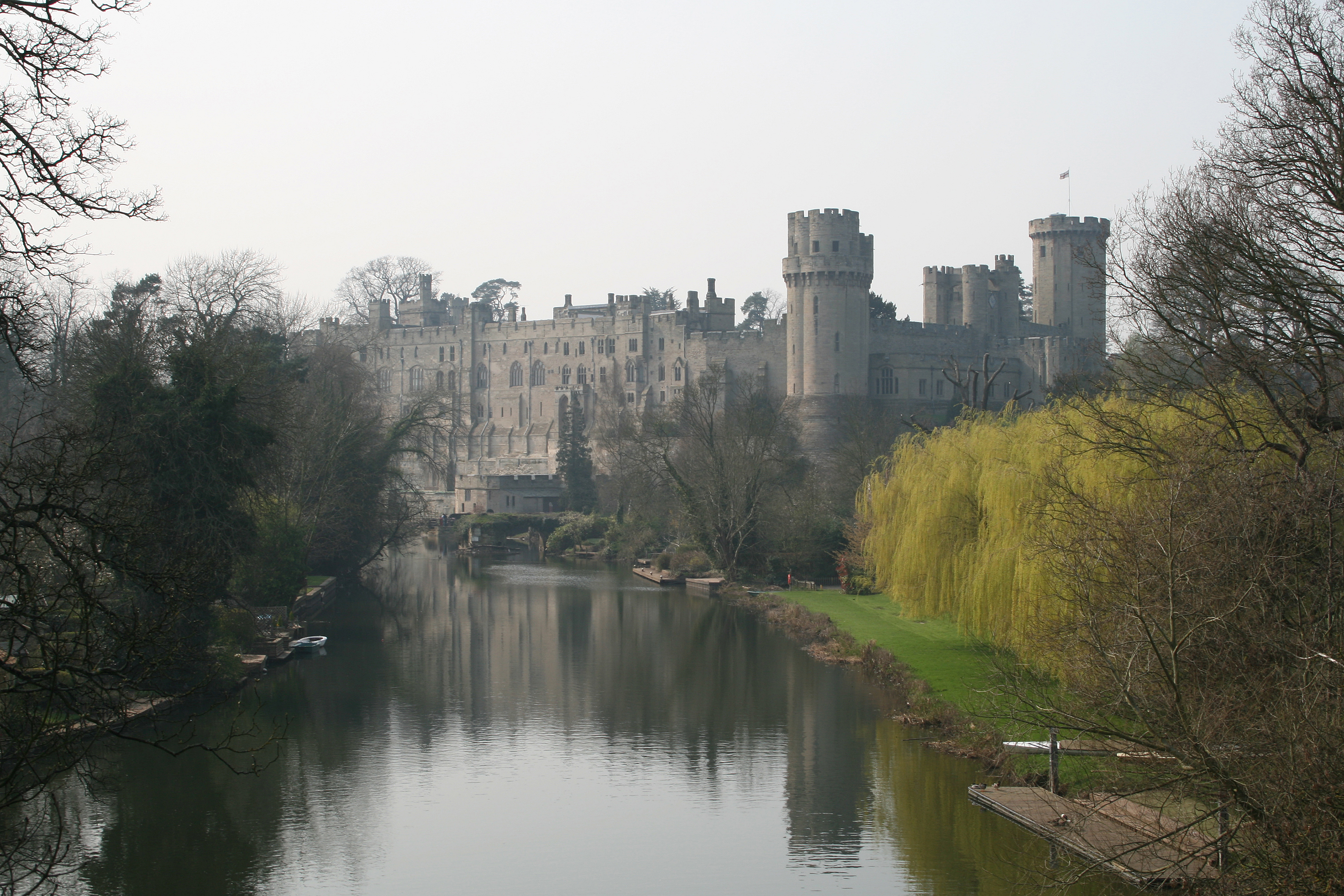
El 6 de noviembre de 1605 los fugitivos asaltaron el castillo de Warwick en busca de suministros.

Se avituallaron asaltando el castillo de Warwick el 6 de noviembre, antes de continuar hacia Norbrook, donde tenían guardadas las armas. Desde allí continuaron su viaje hasta Huddington. Catesby le entregó a Bates una carta dirigida a Henry Garnet y el resto de sacerdotes católicos escondidos en Coughton Court, en la que les informaba de lo ocurrido y les pedía ayuda para formar un ejército en Gales, donde se creía que el apoyo a su causa era fuerte. La respuesta de Garnet imploraba a Catesby y sus seguidores que cesasen de sus «actos malvados» y escuchasen los mandamientos del papa. Garnet escapó y evitó la captura durante varias semanas. Catesby y su grupo llegaron a Huddington a las dos de la tarde aproximadamente y allí se les unió Thomas Wintour. Asustados por la posibilidad de que les asociaran con los fugitivos, los familiares y amigos no implicados en el complot les mostraron su rechazo.
En Londres, mientras tanto, Fawkes era sometido a tortura y confesó todo lo que sabía. El 7 de noviembre el gobierno declaró a Catesby fugitivo en búsqueda y captura. Esa misma mañana el grupo de conspiradores se confesó y recibió la comunión, en opinión de Fraser un signo de que ninguno de ellos esperaba vivir más allá de ese día. El grupo de fugitivos, entre los que se encontraban los principales conspiradores, sus partidarios y la partida de Digby, se había reducido a treinta y seis personas. Salieron en medio de la lluvia hacia Hewell Grange, hogar del joven Lord Windsor. Éste no se encontraba en casa, así que se apropiaron de armas, munición y dinero. Los habitantes del lugar no les mostraron aprecio y, cuando los fugitivos les dijeron que luchaban «por Dios y la Patria», respondieron que ellos estaban «por el rey Jacobo, así como por Dios y la Patria». El grupo continuó hasta Holbeche House, en el límite de Staffordshire, donde llegaron hacia las diez de la noche. Cansados y desesperados, quisieron secar parte de la pólvora que transportaban y, aunque ésta no explotó, una chispa del fuego alcanzó la pólvora y las llamas resultantes hirieron a Catesby, Rookwood, Grant y otro hombre.

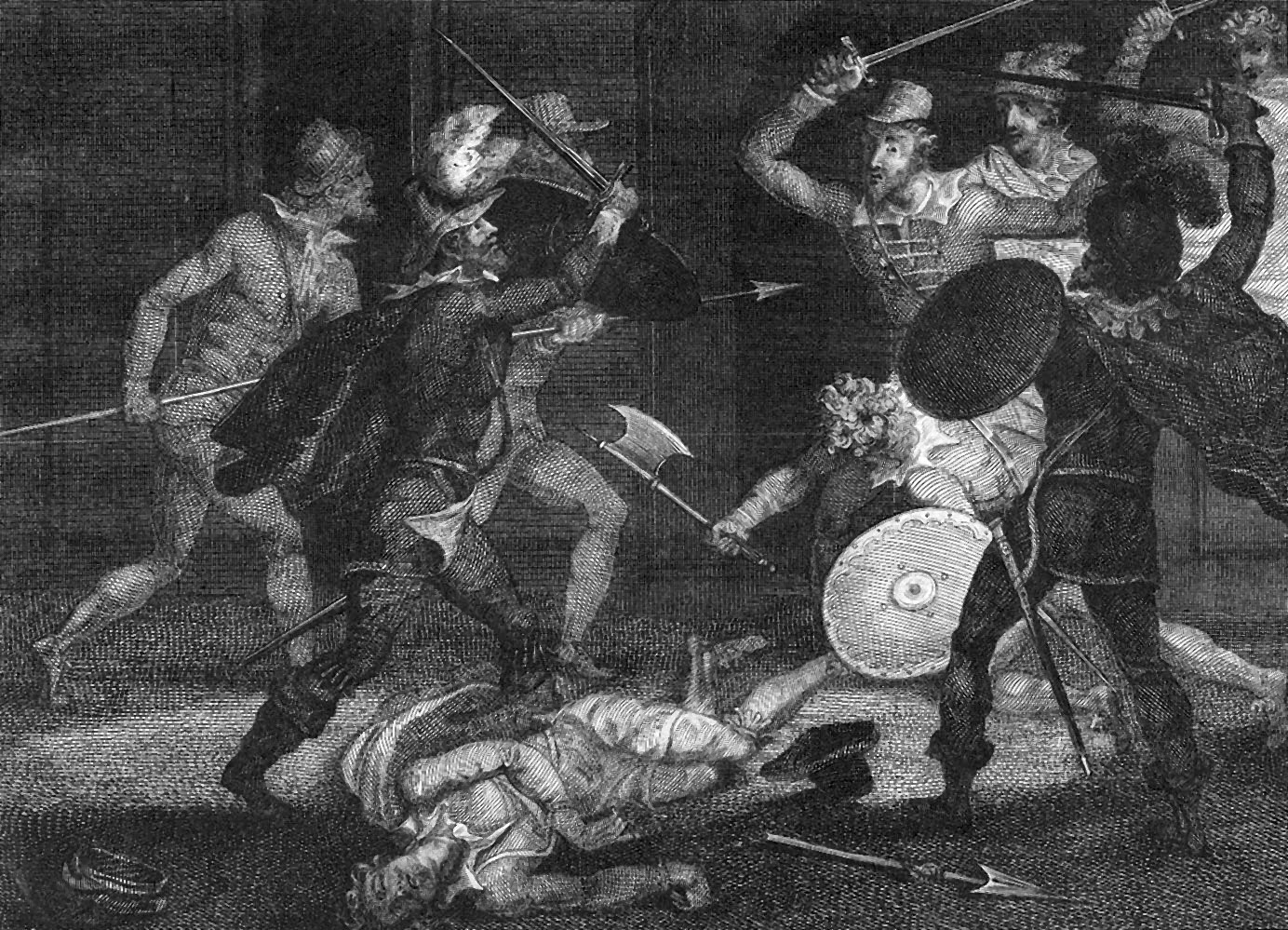
Percy y Catesby encuentran la muerte al intentar escapar de Holbeach, por un artista anónimo.

A pesar de las quemaduras, Catesby sobrevivió. Digby abandonó el grupo, ostensiblemente para desertar de la causa, como hizo también John Wintour. Thomas Bates huyó, junto a Robert Wintour. Los que quedaron fueron Catesby (descrito como «razonablemente en buen estado»), Rookwood, los hermanos Wright, Percy y John Grant, que estaba gravemente herido, sobre todo en los ojos. Decidieron permanecer en la casa y esperar a los hombres del rey. Catesby, creyendo cercana su muerte, besó el crucifijo de oro que llevaba alrededor de su cuello y afirmó haberlo dado todo «por el honor de la cruz». Rechazó entregarse y quiso «defenderse [hasta el final] con su espada».

## Muerte y condena
Richard Walsh, Sheriff de Worcestershire y su compañía de doscientos soldados asediaron Holbeche House a las once de la mañana del día 8 de noviembre. Thomas Wintour fue herido en el hombro mientras cruzaba el patio. John Wright, su hermano y Rookwood recibieron cada uno al menos un disparo. Catesby y Percy fueron alcanzados por un único y certero disparo, seǵun el informe posterior, mientras estaban cerca de la puerta. Catesby consiguió entrar en la casa, donde fue después encontrado su cadáver, aferrado a un cuadro de la Virgen María. Este cuadro y su crucifijo de oro fueron enviados a Londres, para demostrar que «los ídolos y supersticiones papistas» habían inspirado a los conspiradores. Los supervivientes fueron encarcelados y los fallecidos enterrados cerca de Holbeche. Por orden del Conde de Northampton, sin embargo, se procedió a la exhumación de los restos de Catesby y Percy cuyos cuerpos fueron decapitados, dejando las cabezas para ser exhibidas clavadas en picas de hierro en el Parlamento. John Harington, segundo barón Harington de Exton, hizo un oportuno estudio de las cabezas mientras eran transportadas a Londres y después afirmó «no haber visto nunca semblantes tan terribles». La cabeza de Catesby adornó finalmente «un lado del edificio del Parlamento» para, en palabras del autor Alan Haynes, unirse a los «ciegos espectadores de su propio fracaso».